# Geschichte von Kals am Großglockner
Die österreichische Gemeinde Kals am Großglockner gehörte jahrhundertelang zum Herzogtum Kärnten bzw. zum Reich der Görzer. Erst 1500 kam sie durch Vererbung an das Land Tirol. Geprägt wurde das Gebiet von der Landwirtschaft und den Kalser Bauern, die bis 1850 unter dem geltenden Freistiftrecht litten, dass sie besonders stark durch Abgaben an die Grundherren belastete. Erst durch die Bauernbefreiung und den ab 1855 einsetzenden Tourismus erlebte die Gemeinde einen leichten Aufschwung. Ein grundlegender Wandel in der Landwirtschaft und eine wesentliche Steigerung des Tourismus vollzog sich jedoch erst nach dem Zweiten Weltkrieg. Gleichzeitig wurde Kals durch die Diskussion über das Kraftwerk Dorfertal österreichweit bekannt, dessen Verhinderung und die gleichzeitige Gründung des Nationalparks Hohe Tauern die Hinwendung zum sanften Tourismus ermöglichte.

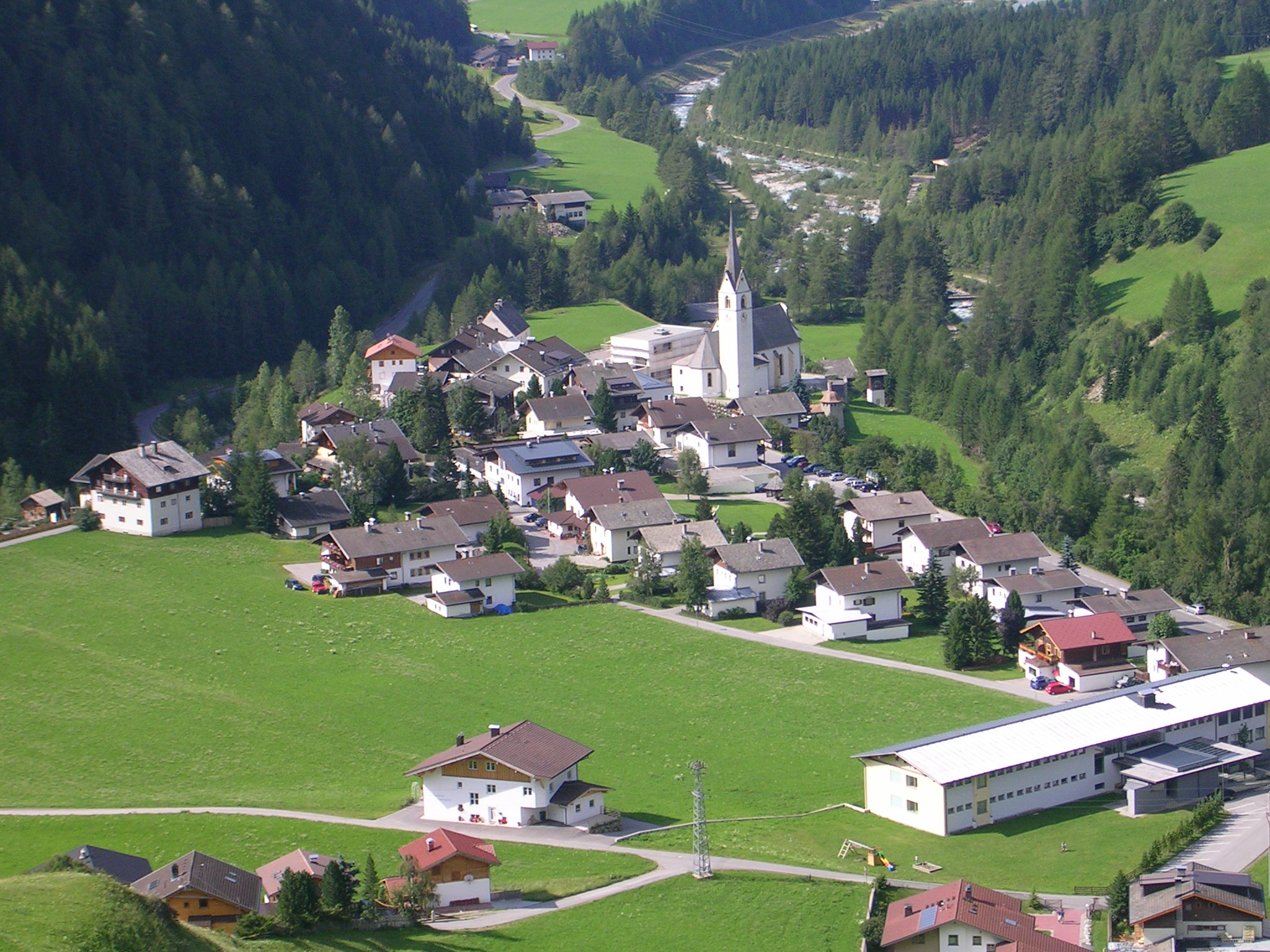
Der Kalser Hauptort Ködnitz mit der Kalser Pfarrkirche St. Rupert

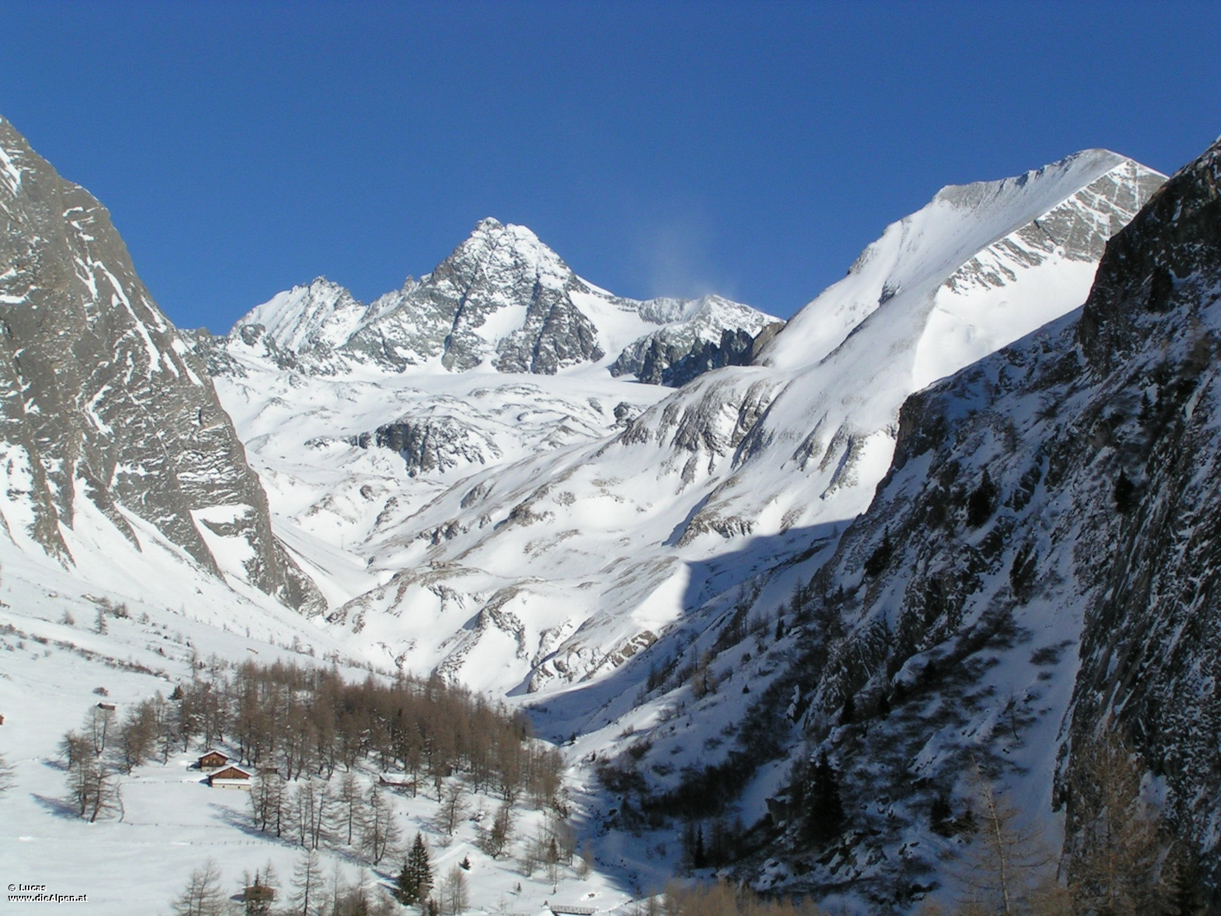
Der Großglockner, gesehen vom Ködnitztal

## Namensgeschichte
Der Name Kals wurde ursprünglich für den ganzen Talkessel verwendet und entstammt der slawischen Wurzel Kal-, die die Bedeutung Schlamm oder Lache hat. Eine Deutungsmöglichkeit für die Namensnennung geht davon aus, dass die Slawen im Frühmittelalter das Vieh durch den Talkessel treiben mussten, wo der Kalserbach aus vielen Rinnsalen besteht und zahlreiche Lachen bildete.

## Ur- und Frühgeschichte
Forscher gehen heute davon aus, dass das Kalser Tal in der Altsteinzeit von Jägern und Sammlern aufgesucht wurde und vor rund 9.000 Jahren besiedelt war. Die ältesten Funde auf dem Kalser Gemeindegebiet stammen aus der Steinzeit. Herausragender Fundplatz ist die Umgebung um den riesigen Felsklotz, der von den Einheimischen Gradonna genannt wird. Hier, im Nordosten der Fraktion Burg, in einer Höhe von 1.540 m, wurden 1975 bei einem Kapellenbau 50–70 Steinbockschädel freigelegt, die teilweise kreisförmig um eine Feuerstelle angeordnet waren. Dies lässt einen Opferkult vermuten, da den Hörnern und Köpfen magische Bedeutung sowie die Weitergabe von Mut und Klugheit zugeschrieben wurde. Funde aus dem Jahre 1995 stellen eine Verbindung zu einer mesolithischen Kultur aus der Zeit zwischen 9000 und 5300 v. Chr. her. Am Gradonna wurden die ältesten Keramiken Osttirols gefunden, darunter das Randstück einer so genannten „vasi a bocca quadrata“ (Gefäß mit viereckiger Öffnung) gefunden. Noch älter ist ein 1995 entdecktes Keramikstück, dass ein vor dem Brand eingerissenes stacheldrahtähnliches, strichgefülltes Dreiecksmuster aufweist. Dieses Fundstück deutet auf einen älteren Abschnitt der Vasi-a-bocca-quadrata-Kultur und wurde auf das 5. Jahrtausend v. Chr. datiert. Ein weiterer Fund wurde 1953 am Kalserbach gemacht. Ein herzförmiger Prasinitstein mit sauberem Bohrloch stellte sich als bronzezeitlicher Steinhammer heraus, der um die Zeit 2000 v. Chr. datiert wurde.
Auch Bronzefunde wurden am Gradonna sichergestellt. Es handelt sich dabei um ein Bronzeschwert, das zwischen 1500 und 500 v. Chr. gefertigt wurde. Das Schwert, das sich in der prähistorischen Sammlung München befand, ist heute verschollen. Während der späten Eisenzeit (La-Tène-Zeit) drangen Kelten in den Alpenraum ein und lösten die vorkeltische Bevölkerung ab. Diese wurde früher den Illyrern zugerechnet, heute vermuten Fachleute auch eine ältere, im Alpenraum lebende Bevölkerung, die sie als „Tirolische Kulturprovinz“ bezeichnen. Der Stamm der Laianken, der sich in Osttirol angesiedelt hatte, schloss sich gegen Ende des 2. Jahrhunderts v. Chr. mit anderen keltischen Stämmen zu einem losen Staatenbund, dem Königreich Noricum, zusammen. Dieses Reich unterhielt einen regen Handel mit den benachbarten Römern und anerkannte 15 v. Chr. die römische Oberhoheit über das Gebiet von Noricum. Noricum wurde so zu einer römischen Provinz.

## Römerzeit

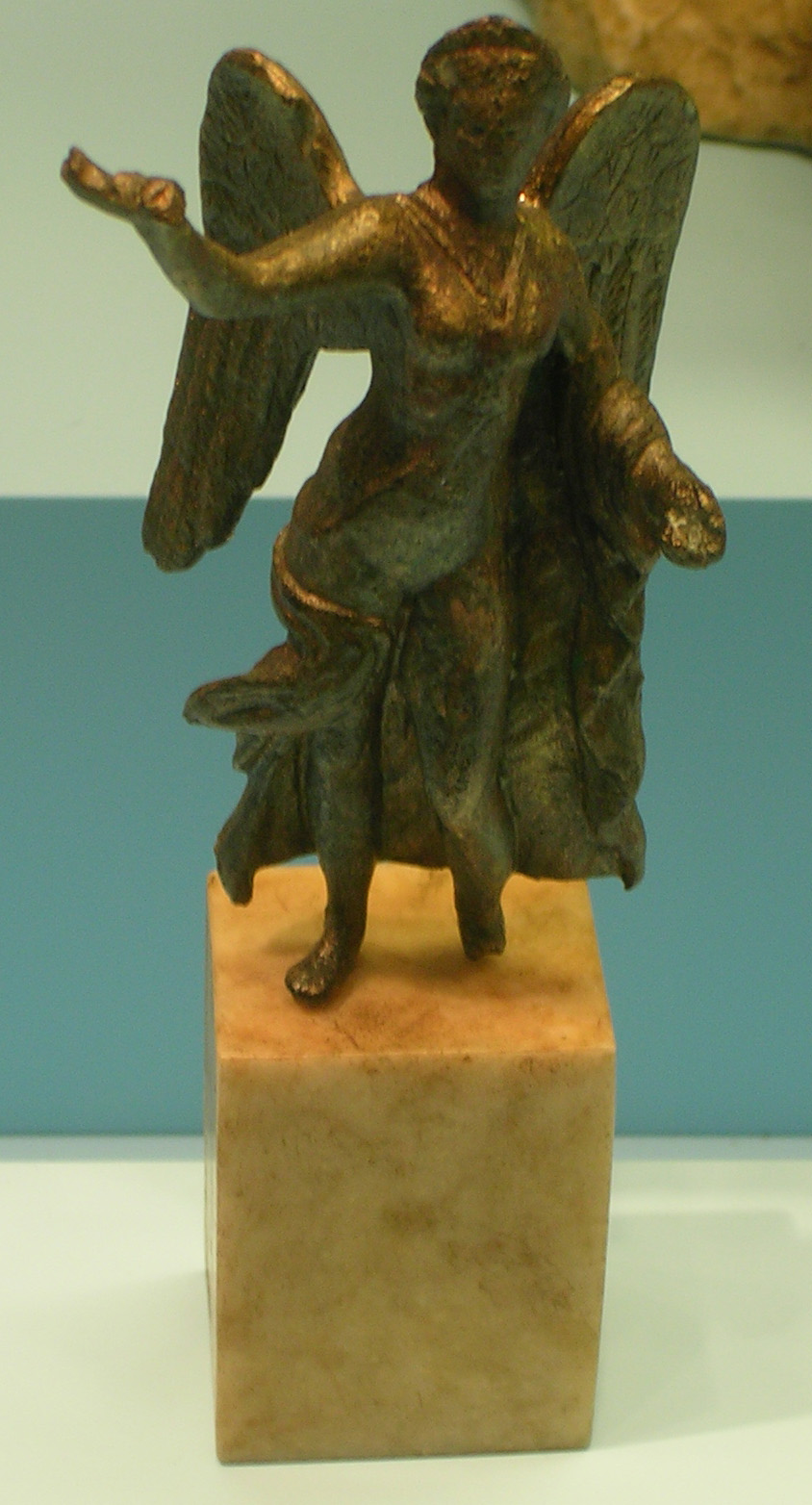
Bronzestatue Victoria von Kals aus dem 2. Jahrh. n. Chr.

Während die Stadt Aguntum in der Römerzeit überregionale Bedeutung erlangte, kam dem Kalser Tal eine untergeordnete Rolle zu. Wirtschaftlich war vermutlich der verstärkte Verkehr über den Kalser Tauern von Bedeutung, während auch die Kalser Bevölkerung von neuen Anbaumethoden und dem technischen Fortschritt profitierte. Relikte aus der Römerzeit sind ein bei Lana gefundener Keramikbecher mit Silbermünzen, die das Porträt des Kaisers Septimius Severus (193 bis 211 n. Chr.) tragen sowie eine 10,3 cm große Bronzestatue der Siegesgöttin Victoria, die 1931 bei Kanalbauarbeiten ausgegraben wurde.

## Kals im Mittelalter

### Frühmittelalter
Ab dem 5. Jahrhundert drangen germanische und slawische Stämme auf breiter Front in die römischen Provinzen ein. 400/406 wurde das regionale Zentrum Aguntum von den einfallenden Stämmen schwer beschädigt und 610 bei einer großen Schlacht zwischen Baiern und Slawen endgültig zerstört. Nach der Schlacht drangen die Slawen in die Täler Osttirols vor und besetzten diese bis zum Kristeinerbach. Auch im Kalser Tal siedelten sich Slawen an, romanische Bevölkerungsteile konnte sich jedoch noch längere Zeit in führenden Wirtschaftspositionen halten. In wechselnden Kämpfen verloren die Slawen im 8. Jahrhundert die Vorherrschaft über Osttirol wieder an die Bajuwaren, womit das Gebiet in das Herzogtum Baiern eingegliedert wurde. 769 setzt durch die Gründung des Klosters Innichen die Christianisierung ein. A. Plattner vertritt die Ansicht, dass in Kals bereits um 800 eine karolingische Reichspfarre mit einem Reichshof gegründet worden sei, deren Kirche dem heiligen Petrus geweiht war.
Im Kalser Tal siedelten sich ab dem späten 8. Jahrhundert vermehrt bajuwarische Siedlern an. Gleichzeitig setzte eine schleichende aber friedliche Germanisierung ein, die durch die Kulturpolitik der bayrischen Adelsgeschlechter verstärkt wurde. Dennoch wurde im Kalser Tal vermutlich noch bis ins 13. Jahrhundert auch Slawisch gesprochen und auch die romanische Sprache starb im Mittelalter nur langsam aus. Eine umfangreiche Namenforschung im Kalser Tal ergab, dass 65 % der Flur-, Dorf- und Personennamen als deutsch bzw. bairisch zu deuten sind. 6 % sind aus dem Slawischen abzuleiten, 29 % aus dem Romanischen (Ladinisch bzw. Vorrömisch). Von den 13 Dorfnamen inklusive Kals entstammen immerhin sechs der slawischen Sprache.
Nach der Entmachtung von Herzog Tassilo III. 788 gliederte Karl der Große das Herzogtum Baiern mit Osttirol in das Frankenreich ein. Um den missionarischen Einfluss in der Region buhlten wiederum lange Zeit das Erzbistum Salzburg sowie das Patriarchat Aquileia. 811 legte Karl der Große die Drau als Grenze zwischen den beiden Bistümern fest. Kals fiel dadurch in die kirchliche Einflusssphäre Salzburg, die bis 1818 bestehen blieb. Im weltlichen Bereich blieb zunächst der bairische Einfluss. Nachdem der bairische Herzog Heinrich II. eine Rebellion gegen Kaiser Otto II. angeführt hatte, trennte dieser daraufhin Teile des heutigen Osttirols und Kärnten von Baiern ab und gründete 976 das selbständige Herzogtum Kärnten.

### Hoch- und Spätmittelalter

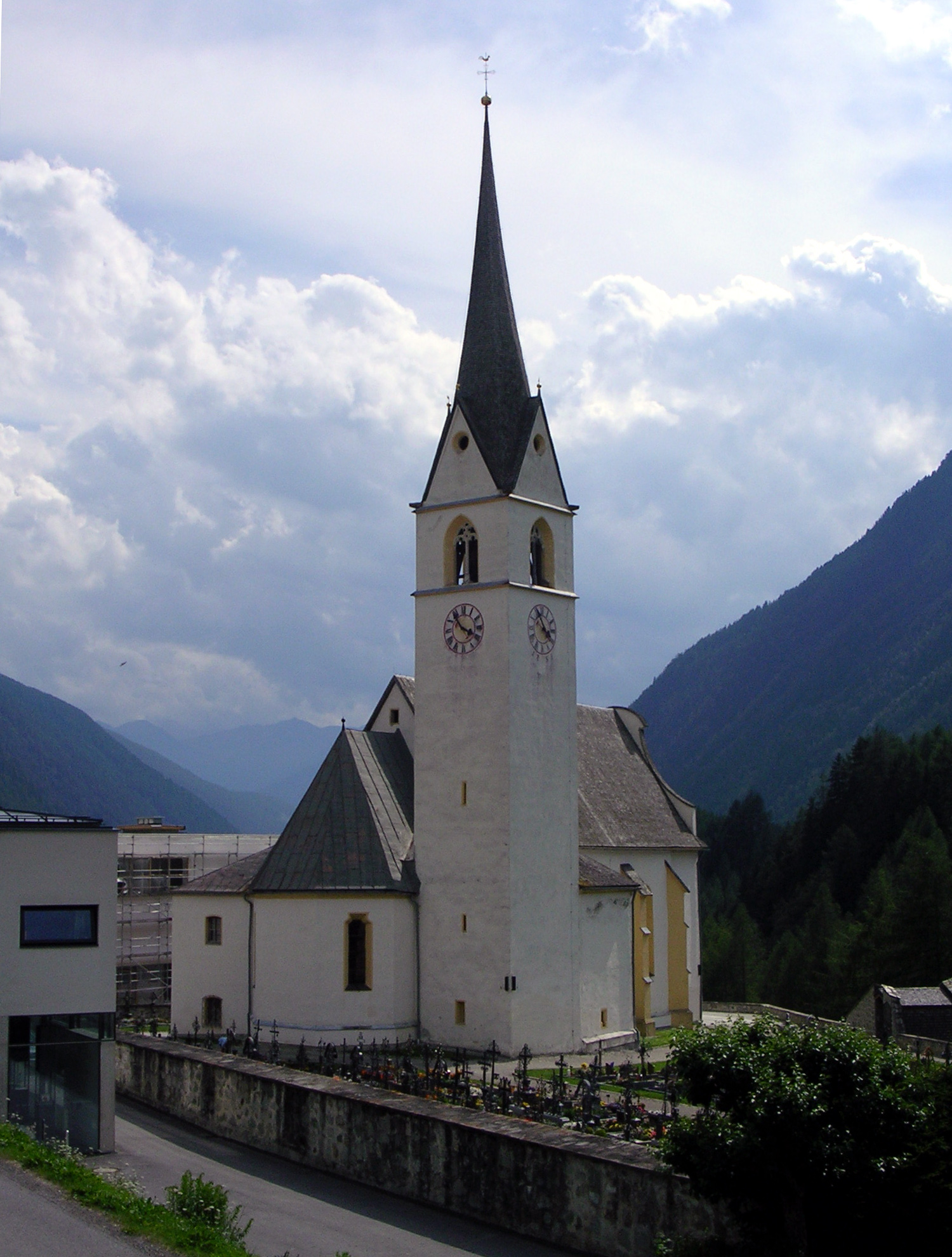
Die Kalser Pfarrkirche St. Ruprecht, erstmals 1274 urkundlich genannt

Im 11. Jahrhundert zerfiel das Herzogtum Kärnten in vier Gaue. Der westlichste, Lurngau genannt, umfasste auch das Kalser Tal und unterstand den Grafen von Lurngau (Meinhardiner), die sich ab 1120 als Grafen von Görz bezeichneten. Meinhard von Görz erbte 1253 Tirol und vereinte es mit seinen Ländereien. Nach Meinhards Tod wurde der Besitz wieder unter seinen Söhnen geteilt. Kals fiel an Albert II., der seinen Besitz in Landgerichte einteilte. Das Landgericht des Lurngaus wurde in Lienz eingerichtet, wobei man das Landgericht administrativ in die Zugerichte Kals, Virgen und Lienzer Klause einteilte. Das Niedergericht Kals wurde ca. 1280 gegründet.
Erstmals urkundlich erwähnt wurde Kals am 19. August 1197 im Zuge eines Gerichtstages in Patriasdorf, einem Stadtteil der heutigen Stadt Lienz. Die überlieferte Urkunde bestätigt die Entlassung mehrerer Untergebener durch Graf Heinricus de Matrei in die ewige Freiheit, wobei dies auch von Rainardus plebanus de Calce (Reinhard, Pfarrer von Kals) bezeugt wurde. Als Bestandteil der Lurngaus und unter germanischem Recht stehend war das Kalser Tal als erobertes Gebiet Herzogsland. Dieser vergab das Kalser Tal als Lehen. Wie in der gesamten Herrschaft Lienz galt auch in Kals das Freistiftrecht, das dem Lehnsherren umfangreiche Recht übertrug und die Bevölkerung bis 1782 stark belastete.
1299 sind im Görzer Urbar 50 Freistiftgüter in Kals verzeichnet, wovon neun größeren Umfang hatten. Zuvor wurde 1274 bereits die Kalser Ruprechtskirche urkundlich genannt, für deren Altar Albrecht von Görz Geld stiftete. 1331 wurde in Avignon, wo sich das päpstliche Exil befand, die Kalser Pfarrkirche an Heinrich von Brixen verliehen, der als designierter Pfarrer den Zehnt einnehmen konnte, ohne das Amt selbst auszuüben. Bischof Heinrich von Lavant weihte mit Erlaubnis des Erzbischofs Pilgrim von Salzburg 1366 die nahe liegende Filialkirche St. Georg. Neben zahlreichen Besitzurkunden und Quellen über religiöse Belange gehen die Urkunden aus dem Spätmittelalter auch auf militärische Belange und die Viehzucht in Kals ein. 1424 bestätigt eine Urkunde, dass Metzger aus Lienz zu jener Zeit das Recht hatten, in Kals Vieh zu erwerben. Die 36 Ochsen und 14 Terz, die die Metzger 1424 in Kals erwarben, dürften dem Hof der Görzer oder den Lienzer Bürgern zugutegekommen sein. Ein Musterungsliste aus dem Jahr 1428 berichtet wiederum, dass die Görzer Grafen in Kals über 34 Schützen mit Armbrüsten und 52 Krieger mit Spießen verfügte.

## Neuzeit

### Kals vom 15. bis zum 18. Jahrhundert

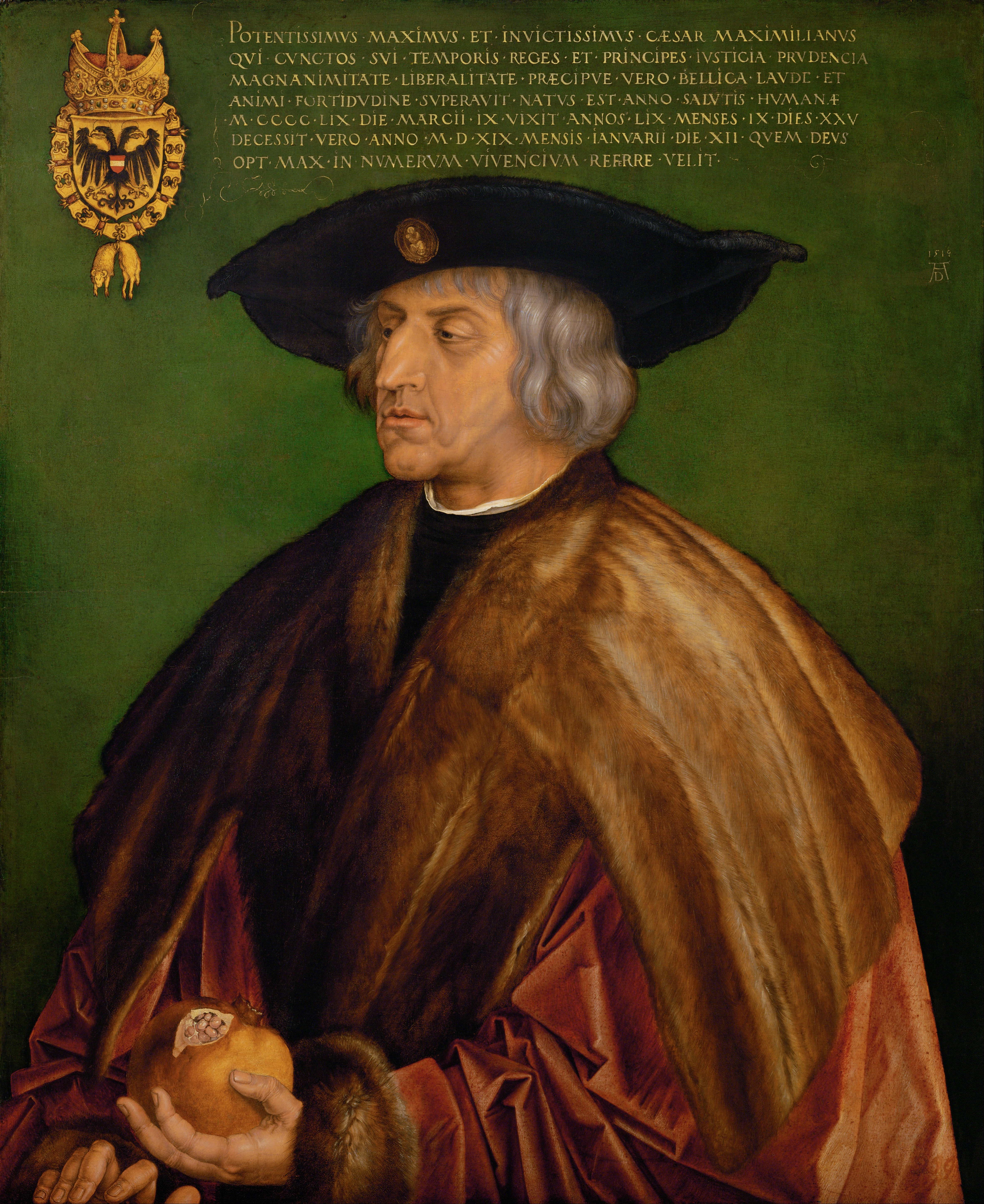
Maximilian I. vereinigte Kals mit dem Land Tirol

Bereits 1462 hatte Graf Leonhard von Görz mit dem Landesfürsten von Tirol und Vorderösterreich Erzherzog Siegmund einen Erbvertrag geschlossen. Dieser garantierte Siegmund im Falle eines kinderlosen Todes des Görzers den Erhalt zahlreicher Gerichte im Pustertal und angrenzenden Gebieten, zu denen auch das Landgericht Lienz mit Kals gehörte. Nach dem Tod Leonhards im Jahre 1500 fiel das Gebiet an Maximilian I., das dieser im Februar 1501 an die Grafschaft Tirol angliederte. Aus Geldmangel verkaufte Maximilian am 10. August 1501 die Stadt Lienz sowie das Landgericht und die zugeordneten Ämter an Freiherr Michael von Wolkenstein-Rodenegg. Er selbst behielt sich nur die Landeshoheit vor, zu der unter anderem das Steuerwesen, die Wehrpflicht und die Bergwerke gehörten. Durch den Verkauf des Gebietes scheiterte auch eine geplante Umwandlung der Freistiftgüter in die Erbleihe. Für die Kalser Bauern bedeutete dies eine Fortführung der starken Belastungen.
Neben der Landwirtschaft wurde im Kalser Tal auch bereits früh Bergbau betrieben, der insbesondere ab der Mitte des 16. Jahrhunderts einen Aufschwung erlebte. 1607 wurde in Unterpeischlach auch eine Schmelzhütte errichtet. 1616 lösten die Holzknechte der Staniska-Gruben einen Waldbrand aus, ein Prozess gegen die Grubenbesitzer war jedoch erfolglos. Der Bergbau brach in den Iseltälern jedoch kurze Zeit später zusammen. Auch die Herrschaft der Grafen von Wolkenstein Rodenegg ging bald zu Ende. 1653 ging das Grafengeschlecht in Konkurs. Das Landgericht Lienz mit dem Zugericht Kals wurde in der Folge vom Haller Damenstift erworben. Die Hoffnung der Kalser Bauern, die frommen Stiftsdamen würden die Ehrungen reduzieren, erfüllten sich jedoch nicht. Die Kalser Freistiftbauern versuchten im 17. und 18. Jahrhundert zwar immer wieder die Abgaben an die Grundherrschaft zu reduzieren, erhielten jedoch kaum Gehör. Auch als 1762 Proteste gegen die massiven Abgaben aufkamen, wurden lediglich die Rädelsführer bestraft. Durch die Aufhebung des Damenstiftes 1783 durch Kaiser Joseph II. kam es zumindest zu einer kleinen Entlastung, nachdem Kaiser Josef 1789 zwei Drittel der Rückstände per Erlass erließ.

### Napoleonische Kriege
Nach der Niederlage der österreichischen Truppen in der Schlacht von Austerlitz musste Kaiser Franz Tirol an Bayern abgeben. Die bayrischen Besatzer erregten bald auch durch ihre Eingriffe in das kirchliche Leben Unmut und im April 1809 kam es unter Andreas Hofer zum Aufstand der Tiroler gegen die Besatzer. Nach einer siegreichen Schlacht an der Lienzer Klause im August 1809 organisierten die benachbarten Matreier im Winter 1809 den neuerlichen Widerstand gegen die feindlichen Truppen. Der Matreier Schützenführer Anton Wallner überzeugte auch die Kalser zur Teilnahme an den Kämpfen. Die Führung der 150 Kalser Schützen übernahm in der Folge als Unterkommandant der Wirt Rupert Groder. Insgesamt 900 Schützen aus den umliegenden Tälern erwarteten schließlich am 9. November den französischen Angriff.
In der für die Franzosen gefährlichen Situation vermittelten die Lienzer Ratsherren einen Waffenstillstand. Dieser wurde am 9. November auf Kalser Gebiet in Unterpeischlach geschlossen. Eine neuerliche Besetzung der Iseltäler durch die Franzosen führte am 6. Dezember zu einem neuerlichen Aufstand, bei dem am 8. Dezember die anrückenden Franzosen bei Ainet in die Flucht geschlagen wurden. Noch im Dezember folgte jedoch die Besetzung der Iseltäler durch die Franzosen und am 28. Dezember rückten 800 französische Offiziere in Kals ein. Anstelle des gesuchten Schützenkommandanten und Familienvaters Rupert Groder meldete sich sein Bruder Stephan, der vom französischen Kommandanten ohne nähere Überprüfung der Identität zwei Tage später erschossen wurde. Kals wurde schließlich den neu geschaffenen drei illyrischen Provinzen zugeschlagen, im engeren Sinn der illyrischen Provinz Kärnten. Es folgte die Einführung von französischen Gesetzen, französischem Geld und der französischen Verwaltung. Bereits 1813 endete jedoch die Herrschaft der Franzosen mit dem Einrücken österreichischer Truppen.

### Bauernbefreiung
Durch die Entscheidungen des Wiener Kongresses 1815 wurde die ehemalige Herrschaft Lienz wieder an Tirol angeschlossen. Eine neue Verwaltungseinteilung teilte Osttirol in die drei neuen Landgerichte Lienz, Matrei und Sillian ein, wodurch Kals seinen Status als Zugericht verlor. Folgende Brandkatastrophen zerstörten einzelne Rotten des Gemeindegebietes. 1821 brannten 10 Wohn- und Futterhäuser im Weiler Unterlesach ab, 1825 wurde zudem Oberpeischlach samt seiner Kapelle durch einen Brand zerstört. Als weiteres Problem stellte sich für die Bewohner von Kals die Abgabenbelastung durch das weiterhin bestehende Freistiftrecht heraus. Dem Brunecker Kreishauptmann Theodor von Kern gelang es immerhin 1835 die Hälfte aller Abgaben zu streichen. 1847 übergab eine Entschließung des Kaisers die Teilwälder der Rotten in das Eigentum der Bauern. Die Revolution von 1848 führt schließlich zur Bauernbefreiung und Grundentlastung.

### Beginnender Tourismus
Während der Großglockner von Heiligenblut aus bereits im Jahre 1800 bestiegen worden war, spielte das viel näher beim Gipfel liegende, jedoch nur schwer erreichbare Kals für den Alpinismus zu dieser Zeit noch keine Rolle. Erst 1855 erfolgte die Erstbesteigung des Großglockners von der Kalser Seite durch die Einheimischen Georg Ranggetiner und Johann Hutter. Ende der 60er Jahre, nach der Erstbesteigung des Großvenediger, setzte auch in Kals ein verstärkter Tourismus ein. Gefördert von Johann Stüdl wurde Kals zum führenden Glockner-Talstützpunkt und zahlreiche Kalser fanden als Bergführer eine zusätzliche Verdienstmöglichkeit. Die Kalser organisierten alsbald einen Bergführerverein, der Bergtouren zu fixen Tarifen vermittelte. Gleichzeitig förderte der Aufschwung die Gastwirtschaft, Touristen suchten sogar im Pfarrhof um Quartier an. Wohlhabende Touristen engagierten Kalser Bergführer auch für Bergtouren in den Pyrenäen, dem Kaukasus und sogar für den Himalaja. Ein großes Problem für den Kalser Tourismus war jedoch die schlechte Infrastruktur. Zwar wurde Kals durch den Anschluss von Lienz an die Drautalbahn leichter erreichbar, bis 1912 führte jedoch nur ein Karrenweg ins Kalser Tal. Erst 1912 wurde mit dem Bau einer Straße begonnen, die jedoch nach Ausbruch des Ersten Weltkrieges erst 1927 fertiggestellt werden konnte. Mit dem zwischen 1906 und 1907 errichteten Wasserkraftwerk am Dorferbach erhielt Kals jedoch als erste Osttiroler Gemeinde ein eigenes E-Werk.

## 20. Jahrhundert

### Kals im Zeichen der Weltkriege
Mit dem Ausbruch des Ersten Weltkrieges wurden zahlreiche Kalser Männer zum Militärdienst eingezogen, wobei viele in den Kaiserjägerregimentern in Galizien eingesetzt wurden. Als auch Italien 1915 in den Krieg eintrat, wurden die verbliebenen jungen und alten Männer als Standschützen an die neue Südfront befehligt. Das Kalser Tal wurde dadurch fast männerleer. Insgesamt 51 Kalser fielen bei den Kämpfen, eine Grippewelle im November 1918 sorgte zudem für Opfer unter der Zivilbevölkerung. Die Inflation nach dem Ende des Krieges traf die Kalser hingegen weniger hart, da sie sich selbst mit dem nötigsten versorgen konnten. Ab 1925 setzte auch wieder ein Zuwachs im Tourismus ein, sodass die 25 aktiven Bergführer ein Auskommen fanden. Zudem konnte die Verkehrsinfrastruktur im Kalser Tal wesentlich verbessert werden und Kals wurde 1927 an das Straßenverkehrsnetz angeschlossen. Die Weltwirtschaftskrise verschonte jedoch auch das Kalser Tal nicht. Da die Vieh- und Holzpreise in den Keller rasselten, hatten die Bauern Probleme ihre Kredite zu tilgen, wodurch es zu Hofversteigerungen kam.
Während die frühen 1930er Jahre in Österreich von der Auseinandersetzung zwischen Sozialisten und Konservativen geprägt waren, wurde im bäuerlich geprägten Tirol der Ruf nach dem Kaiser wieder lauter. Auch Kals unterstrich diesen Wunsch durch die Ernennung Otto von Habsburg zum Ehrenbürger der Gemeinde. Vom Anschluss Österreichs an das Deutsche Reich profitierte die Kalser Bevölkerung durch Entschuldungsmaßnahmen und zahlreiche Förderungen. Dennoch stimmten in Kals bei der Volksabstimmung nur rund 90 % (Österreichweit 99,73 %) für den Anschluss. Für die Kalser änderte sich zunächst wenig. Die Gemeindeverwaltung blieb wenig verändert bestehen, religiöse Einschränkungen gab es nur wenige und zudem wirkte sich die Wareneinschränkungen durch den Selbstversorgercharakter der Kalser wenig aus. Größere Umstellungen im Leben der Bevölkerung bewirkten hingegen die Einberufungen zur Wehrmacht, die allmählich auf immer größere Altersschichten ausgedehnt wurden. 57 Kalser fielen bei den Kämpfen oder wurden als vermisst gemeldet. Auch vom Bombenkrieg blieb Kals nicht verschont. Bereits im Sommer 1942 hatte ein Notabwurf Glor getroffen, jedoch keinen wesentlichen Schaden angerichtet. Am 20. Jänner 1945 wurden hingegen drei Kinder auf dem Schulweg von einer Bombe getötet, die ins Futterhaus des Lucknerbauern gefallen war, wo die Kinder vor einem amerikanischen Bombergeschwader Schutz gesucht hatten.

### Nachkriegszeit
In der unmittelbaren Nachkriegszeit kam es am 8. und 9. August 1945 zu wolkenbruchartigen Regenfällen, die das Gemeindegebiet schwer in Mitleidenschaft zogen. Zahlreiche Brücken und die Lichtleitung wurden zerstört. Im Winter 1950/51 führten schwere Lawinen zu neuerlichen Katastrophen, bei denen jedoch keine Menschen zu Schaden kamen. Zahlreiche Almen im Dorfertal, Lesachtal und Oberarnig wurden zerstört. Eine weitere Lawine bei Haslach verschüttete die Straße für vier Wochen. Die in der Folge durchgeführten Investitionen in die Wildbachverbauung und den Lawinenschutz reduzierten die Umweltgefahren, brachten aber auch Arbeit ins Tal. Ab der Mitte der 50er Jahre wurde auch die Landwirtschaftsmethoden der Kalser Bauern langfristig umgestellt. Einerseits führten Grundzusammenlegungen zu besserer Wirtschaftlichkeit, andererseits wurde der Ackerbau zugunsten der Viehzucht zurückgedrängt. Gleichzeitig wurde mit dem Ausbau des Straßennetzes ins Dorfertal und ins Ködnitztal den Bauern ihr Zugang zu den Almen erleichtert.

### Der Streit um das Kraftwerk Dorfertal

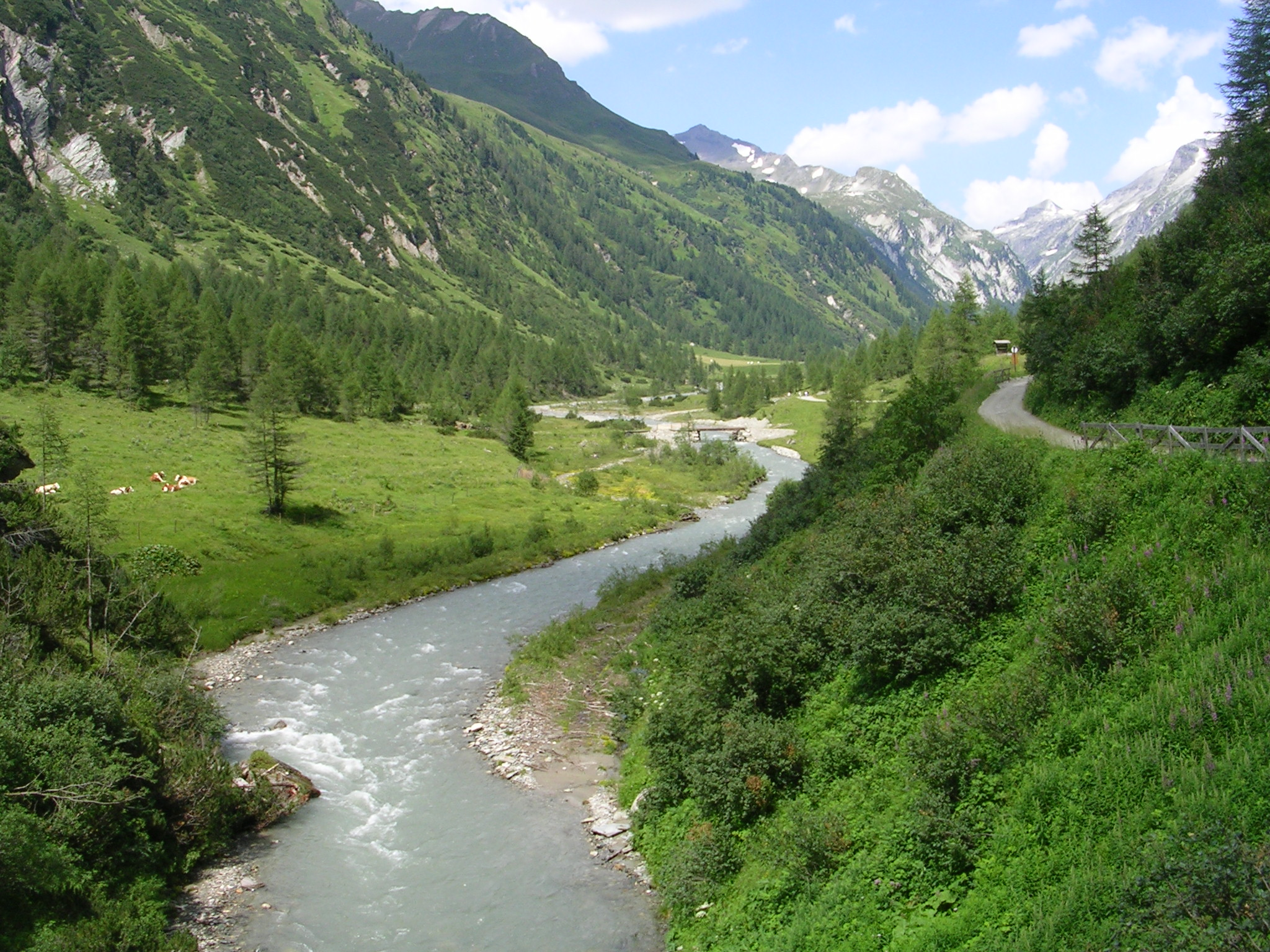
Das Dorfertal, über Jahrzehnte Planungsgebiet der E-Wirtschaft

Besonders geprägt war die Geschichte der Gemeinde Kals in der Folge vom Kraftwerksstreit um einen Stausee im Dorfertal. Bereits in den 50er und 60er Jahren versuchte man den Plan zu verwirklichen, der die Entwässerung von 20 Bächen und den Bau des größten Staudamms Österreichs (220 Meter) im Kalser Dorfertal vorsah. Der Plan scheiterte jedoch zunächst an fehlenden Ersatzweidegründen für das Vieh sowie Finanzierungsproblemen. Investitionen wie in die Felbertauernstraße und die Beseitigung der Hochwasserkatastrophe von 1965/66 hatten in Osttirol jedoch Ende der 60er Jahre zu einer überhitzten Baukonjunktur geführt, sodass es zu einem neuerlichen Ruf nach Großprojekten kam. Anfang der 70er Jahre wurde daher wieder der Bau des Staudamms gefordert.
Erste Politiker der Grünen sowie Bundesvertreter von ÖVP und SPÖ traten jedoch gegen das Projekt auf, während sich ÖVP-Landes- und Bezirkspolitiker, der ÖGB, die Energiewirtschaft sowie auch lange Zeit die betroffenen Gemeinden für die Verwirklichung einsetzten. 1987 stellte sich schließlich auch die Kalser Bevölkerung in einer Abstimmung mit 63,49 % gegen das Projekt. Wirtschafts- und Energieminister Robert Graf verkündete 1989 schließlich das endgültige Ende des Dorfertalkraftwerks. Nun war der Weg frei für die Umleitung des Tourismus in eine sanfte Richtung, die durch die Errichtung des Nationalparks Hohe Tauern maßgeblich unterstützt wurde.

## Wirtschafts- und Bildungsgeschichte

### Landwirtschaft
Das Kalser Tal wurde seit seiner Besiedelung durch den Menschen stark durch den Ackerbau und die Viehzucht geprägt. Der Schwerpunkt der landwirtschaftlichen Erzeugungen des Mittelalters lässt sich aus dem Görzer Urbar von 1299 erahnen. Zu jener Zeit unterstanden 50 Höfe im Kalser Tal den Görzern, die insbesondere Käse (13.940 Stück) und lebende Tiere (134 Lämmer, 69 Schafe und 7 Schweine) abliefern mussten. Des Weiteren mussten die Bauern unter anderem Roggen (ca. 1600 l), Hafer (ca. 6.430 l), geräuchertes Fleisch (50 Stück) und Loden (222 m) abgeben. Mit der frühen Neuzeit hatte sich Abgabenpolitik und damit auch der landwirtschaftliche Schwerpunkt stark verschoben. Die 42 Höfe, die den Wolkensteinern aus dem Görzer Besitz geblieben waren, mussten nun verstärkt Getreide anstatt von Käse als Abgabe entrichten. Dies hing wohl mit dem ständigen Getreidemangel im Land Tirol zusammen. Um die nun etwa sieben Mal so hohen Forderungen an Weizen, die sechsfache Forderungen an Roggen und das Doppelte an Hafer zu produzieren, mussten die Kalser nun überall, wo es möglich war, Getreide anbauen. Die Forderung nach Käse war hingegen auf etwa ein Drittel geschrumpft, lebende Tiere mussten kaum noch abgegeben werden.
Durch Vererbungen und Hofteilungen wurde die landwirtschaftliche Nutzfläche im Kalser Tal immer mehr zerstückelt. Durch den Selbstversorgungscharakter der Kalser Landwirtschaft blieb zudem der durch die Höhenlage wenige ertragreiche Ackerbau bestehen. Der Großteil der Äcker war nur 10 bis 20 Ar groß. Während der Ackerbau vor allem der Eigenversorgung diente, stellte die Viehzucht der bekannten Kalser Ochsen auf den zahlreichen Almen die wichtigste Erwerbsquelle dar. Eine tiefgreifende Reform der Landwirtschaft setzte erst nach dem Zweiten Weltkrieg ein. Angeregt durch die Diskussion um das Kraftwerk im Dorfertal bildete sich 1959 unter Bürgermeister Stefan Schneider eine Umstellungsgemeinschaft, der sich 77 der 92 Bauern anschlossen.
In zahlreichen Ausschüssen und Vollversammlungen wurden Grundzusammenlegungen, Parzellenarrondierung und die Einödung von sechs Höfen beschlossen, wobei sich die Durchführung bis 1971 hinzog.
Gleichzeitig wurde die Landwirtschaftsstruktur stark umgestellt. Gab es 1953 noch 246 ha Ackerland, so reduzierte sich die Fläche bis 2001 auf ein Zehntel der Fläche (23,2 ha). Die Bauern setzten im Gegenzug verstärkt auf die Grünlandwirtschaft und die Viehzucht. Durch die Überdüngung der Wiesen kam es jedoch verstärkt durch das Kalser Klima zu einer massiven Ausbreitung des Wiesen-Goldhafers, wodurch die Schafe und Rinder an Kalzinose erkrankten und notgeschlachtet werden mussten. 1999/2000 trat das Problem erneut, wenn auch in abgeschwächter Form auf. Neben der Auflösung des Ackerbaus kam es auf Grund von Ausfuhrproblemen nach Italien und der geringeren Milchleistung zum Umstieg vom jahrhundertelang gehaltenen Pinzgauer Rind hin zum Fleckvieh.

### Forstwirtschaft
Ab Mitte der 60er Jahre regte die Agrarbehörde Lienz die Gründung von Agrargemeinschaften im Bezirk an. 1972 gelang schließlich auch in Kals die Gründung der Agrargemeinschaft Kals, der sich 114 Mitglieder mit 2.200 ha anschlossen. Da große Teile des Gemeindewalds einbezogen wurden, erhielt die Gemeinde Kals 60 % der Anteilsrechte. In der Folge wurden Schutzwaldprojekte und rund 40 km Forstwege verwirklicht, die durch den Holzverkauf von 2.000 bis 3.000 fm pro Jahr finanziert wurden. Geliefert wurde das Holz zunächst vor allem an die Waldgenossenschaft Kals, die 1959 aus der Sägewerkinteressenschaft Großdorf hervorgegangen war und ab Mitte der 70er Jahre ca. 2.500 bis 3.000 fm Holz verarbeitete.
Die Sägeanlage wurde jedoch trotz Modernisierungen auf Grund von hohen Transportkosten und minderer Holzqualität unwirtschaftlich. Dadurch wurde der Sägebetrieb 1984 eingestellt und die Waldgenossenschaft aufgelöst. 1985 übernahm die Agrargemeinschaft Kals die Säge, verarbeitete jedoch nur noch rund 500 bis 600 fm Rundholz. Bis 2002/03 sank die verarbeitete Menge auf 150 fm, sodass erneut eine Stilllegung im Raum stand. Letztlich sollte ein Privatmann das Sägewerk in Pacht übernehmen.

### Tourismus
| Jahr | Sommer  | Winter | Gesamt  |
| ---- | ------- | ------ | ------- |
| 1939 |         |        | 28.000  |
| 1950 |         |        | 11.000  |
| 1955 |         |        | 47.500  |
| 1960 | 66.316  | 6.650  | 72.966  |
| 1970 | 110.431 | 31.819 | 142.250 |
| 1980 | 127.108 | 54.288 | 181.396 |
| 1990 | 99.281  | 37.723 | 137.004 |
| 2000 | 80.786  | 53.140 | 133.926 |

Die Wurzeln des Tourismus in Kals liegen nicht im Erholungstourismus, sondern im frühen Alpinismus. Die Initialzündung stellte dabei die Besteigung des Großglockners im Jahre 1855 von der Kalser Seite durch Einheimische dar. Danach zog es immer mehr Alpinisten, insbesondere Mitglieder der Alpenvereine nach Kals. Pionier für den Tourismus in Kals und die Erschließung des Großglockners wurde der Prager Großkaufmann Johann Stüdl. Aufbauend auf die Ideen des 1873 verstorbenen Lienzer Bauingenieurs Egidius Pegger finanzierte der von Kals begeisterte Stüdl die Wegerrichtung zur Vanischarte und der ersten Stüdlhütte, die 1868 fertiggestellt wurde. Von hier aus konnte der Großglockner nun über den mit Seilen gesicherten, eisfreien Südwestgrat (Stüdlgrat) erklommen werden.
Die Besucherzahlen blieben jedoch zunächst überschaubar, nur wenige Talgasthöfe standen den Alpinisten zur Verfügung. Erst durch die Fertigstellung der Kalser Straße 1927 und den Anschluss an den öffentlichen Busbetrieb („Osttiroler Verkehrsbetriebe“) wurde der Grundstein für eine breitere Gästeschicht gelegt. Nun wurden auch Sommerfrischler auf Kals aufmerksam und neben Österreichern, Ungarn und Tschechen reisten auch Deutsche nach Kals. Ende der 30er Jahre war Kals zudem einer der ersten Orte Osttirols wo Alpinschisport betrieben wurde. Die Tausend-Mark-Sperre und der Zweite Weltkrieg brachten jedoch den Tourismus zum Erliegen.

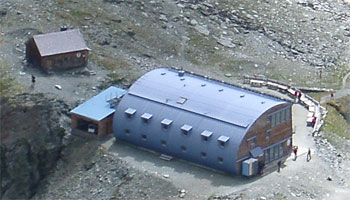
Die 1996 neu errichtete Stüdlhütte

Erst ab 1950 zog der Tourismus wieder stark an, gleichzeitig wurde der Wintertourismus ausgebaut. Noch in den 50er Jahren entstand ein erster Schlepplift unterhalb von Burg, 1961 wurde der erste Sessellift „auf die Walde“ eröffnet. Die Winternächtigungszahlen konnten dadurch schlagartig mehr als verdoppelt werden und Kals wurde zu dem wichtigsten Skigebiet in Osttirol. Ein weiterer Ausbau des Tourismus wurde in der Folge jedoch durch die Diskussion um das Kraftwerk Dorfertal behindert, da Infrastrukturinvestitionen lange Zeit mit der Realisierung des Großprojekts verknüpft wurden. Dennoch wurden die 60er und 70er Jahre zur Pionierzeit des Kalser Tourismus. Zahlreiche Betten in Privatzimmern und Beherbergungsbetrieben entstanden, ebenso Gasthäuser in den einzelnen Fraktionen. Zudem wurde das Wanderwegenetz zwischen 1960 und Mitte der 70er Jahre von 80 km auf 200 km erweitert. Die Eröffnung der Felbertauernstraße 1967 brachte zusätzliche Gäste nach Kals. 1981 wurde zudem die Kalser Glocknerstraße eröffnet, die das Ködnitztal mit dem Lucknerhaus für den Tourismus erschloss. Ständig sinkende Winternächtigungszahlen machten in den 90er Jahren Investitionen im Alpinskibereich notwendig. 1996 wurden daher drei neue 3 Vierersesselbahnen gebaut. Die Winternächtigungszahlen konnten durch diese Maßnahme beinahe verdoppelt werden und liegen heute beinahe im Bereich der Sommernächtigungen. Eine Skischaukel nach Matrei (Goldried Bergbahnen) befindet sich derzeit in Planung und soll Dezember 2008 in Betrieb gehen. Besonders bedeutend für den heutigen Tourismus ist zudem die Lage im Nationalpark Hohe Tauern, der zwei Drittel des Gemeindegebiets umfasst.

### Bergbau
Der Erzabbau im Kalser Tal erfolgte von der frühen Besiedelung bis zum Beginn des 18. Jahrhunderts. Knappenlöcher befanden sich am Ganot, im Fallwindestal hinter Elepart, im Lesachtal und im Burgertal. Bedeutende Silberlagerstätten befanden sich auch unterhalb der Stüdlhütte und an der Gradötzwand im Dorfertal. Spät erschlossen wurden zudem Lagerstätten von Kupfer- und Eisenerz unterhalb des Muntanitz Keeses und in der Kalserbachklamm bei Staniska. Insbesondere Mitte des 16. Jahrhunderts boomte das Bergbauwesen in den inneren Iseltälern. Die Staniska-Gruben wurden vom Glaureter Gewerke übernommen, die 1607 die Errichtung einer Hütte in Unterpeischlach beantragten. Weitere wichtige, umliegende Schmelzöfen befanden sich in Lienz und Sankt Jakob in Defereggen. Vom eingeschmolzenen Metall mussten die Bergleute einen Fron entrichten. Um 1620 brach der Bergbau in den Iseltälern durch Raubbau, Organisationsmangel sowie Klimaverschlechterungen (Gletschervorstöße) zusammen. Spätere Versuche, den Bergbau wiederzubeleben, waren erfolglos.

### Infrastruktur
Als zweite Tiroler Gemeinde und als erste Osttiroler Gemeinde erhielt Kals ein eigenes Elektrizitätswerk. Fünf Männer bildeten 1906 ein Konsortium mit verbindlichen Anteilen. In Zusammenarbeit mit einer Lienzer Elektrofirma und einem Grazer Turbinenbauer entstand bis 1907 das 18-kW-Kraftwerk, das am 2. Februar 1907 erstmals Strom lieferte. Die Bachfassung befand sich dabei am Dorferbach unterhalb des Burgerbaches, das Krafthaus in Unterburg. Die Anbindung an das Stromnetz verlief jedoch zögerlich. 1914 waren 28 Haushalte angeschlossen, 1920 immerhin bereits 100. Wirtschaftliche Schwierigkeiten führten zur Übernahme des Kraftwerks durch die Gemeinde, die das Werk ausbaute. Das Kraftwerk am Dorferbach existiert heute nicht mehr, jedoch wurde von der TIWAG ein Kraftwerk in Unterpeischlach errichtet, das das bei Staniska teilweise abgeleitete Wasser des Kalserbaches nutzt.
Kals war jahrhundertelang nur über einen Karrenweg erreichbar. Erst 1912 begannen die Arbeiten für eine Straße, die Kals an Huben anbinden sollte. Durch den Ausbruch des Ersten Weltkrieges konnte die Straße jedoch erst 1927 fertiggestellt werden. Die Straße erhielt auch eine Anbindung an Unter- und Oberlesach und 1929 wurde die Straße bis Großdorf verlängert. Forst- und Güterwege die zu dieser Zeit ebenfalls errichtet wurden, trugen zur Arbeitserleichterung für die Bauern bei.

### Schulwesen
Lange Zeit spielte im Kalser Tal das Schulwesen eine untergeordnete Rolle. Bis zum Ende des 19. Jahrhunderts war es den Eltern aus finanzieller Sicht oftmals nicht möglich, das nötige Schulgeld zu bezahlen. Zudem wurde die Arbeitskraft der Kinder benötigt. Auch die behördlich vorgeschriebene Schulpflicht wurde lange nicht beachtet. So meldeten sich etwa im November 1804 nur vier Knaben zu Schulbeginn in der Schule, obwohl die Schulpflicht alle Kinder von sieben bis dreizehn Jahren betroffen hatte. 1906 bis 1908 wurde neben dem Oberwirt in Kals/Ködnitz das erste, reguläre Schulhaus mit zwei Klassenräumen und einer Lehrerwohnung errichtet. 143 Kinder hatten bereits 1900 am Unterricht teilgenommen. 1910 erhielt auch Oberpeischlach ein einklassiges Schulhaus mit Lehrerwohnung.
Da in der Kalser Schule ständig Raumnot herrschte, mussten Klassen oftmals in andere Gebäude ausweichen. 1938 erhielt die Kalser Schule ein drittes Klassenzimmer (126 Schüler), 1958 wurde eine vierte Klasse im Gemeindehaus eröffnet. Ein Anstieg der Schülerzahlen machte in Kals die Eröffnung von zwei weiteren Klassen nötig und die Gemeinde beschloss in den 60er Jahren einen Schulneubau. Am 7. Jänner 1969 wurde die sechsklassige Volksschule eröffnet, die Volksschule in Oberpeischlach wurde hingegen im Schuljahr 1971/72 stillgelegt und übersiedelte in die nun bereits neunklassige Volksschule.
Die Kalser Hauptschüler wurden zunächst in Matrei eingeschult. Auf Druck der Kalser wurde jedoch ab 1976 eine Expositur der Hauptschule Matrei, seit 1984 schließlich eine Kleinhauptschule unter eigener Leitung verwirklicht (2006/07: 78 Schüler).